# 夢みる想い
「夢みる想い」（ゆめみるおもい、イタリア語: Non ho l'età、発音 [non ˈɔ lleˈta]）は、コペンハーゲンで開催されたユーロビジョン・ソング・コンテスト1964で優勝した楽曲。作曲はマリオ・パンツェーリ、作詞はニコラ・サレルノであった。日本語では日本発売盤に付けられた邦題により「夢みる想い」とされるほか、原題の発音に準じて「ノノレタ」、「ノ・ノ・レタ」として言及されることもある。

## ユーロビジョン・ソング・コンテスト1964
イタリア代表のジリオラ・チンクェッティがイタリア語で歌った。それまでのイタリア代表の楽曲と同じように、この曲は同年のサンレモ音楽祭で優勝した曲であった。当時のチンクェッティは16歳で、後にベルゲンで開催されたユーロビジョン・ソング・コンテスト1986で「あこがれ」を歌い優勝した当時自称15歳、実際には13歳であったサンドラ・キムに次ぐ、史上2番目に若いユーロビジョン・ソング・コンテスト優勝者である。
ユーロビジョン・ソング・コンテスト1964では、「Oração」を歌ったポルトガル代表のアントニオ・カルバリオの次、「Život je sklopio krug」を歌ったユーゴスラビア代表のサバフディン・クルトの前である、12番目に登場した。投票結果は僅差であったが、この曲は49ポイントを獲得して出場16曲中の首位となった。
「夢みる想い」は、イタリアのみならず、ヨーロッパ大陸の他の国々、スカンディナヴィア、さらに全世界において、チンクェッティに相当の商業的成功をもたらし、様々な言語で、例えば英語版「This is My Prayer」、スペイン語版「No Tengo Edad」、フランス語版「Je suis à toi」、ドイツ語版「Luna nel blu」、日本語版「夢みる想い」が制作され、またさらに多くのアーティストたちによって、さらに多くの言語でのカバーが制作された。有名なブルガリアの歌手リリー・イヴァノヴァや、香港の歌手レベッカ・パン（潘迪華）は、1964年のうちにこの曲をカバーした。
翌年のユーロビジョン・ソング・コンテスト1965で優勝したのは、ルクセンブルク代表として「夢見るシャンソン人形」を歌ったフランス・ギャルであった。
この年のイタリア代表は「Se piangi, se ridi」を歌ったボビー・ソロであった。
チンクェッティは、後にユーロビジョン・ソング・コンテスト1974にも出場し、「夢はめぐり来て」を歌ってABBAの「恋のウォータールー」に次ぐ2位に入り、ローマで開催されたユーロビジョン・ソング・コンテスト1991では、トト・クトゥーニョとともに司会を担当した。1974年には、「夢はめぐり来て」の英語版「Go」が全英シングルチャートで8位まで上昇し、彼女が「ワン・ヒット・ワンダー」（一発屋）ではないことを証明した。

## チャート
| チャート（1964年）                | 最高位 |
| --------------------------------- | ------ |
| ベルギー (Ultratop 50 Flanders)   | 1      |
| フランス (SNEP)                   | 1      |
| ドイツ (GfK Entertainment charts) | 3      |
| イタリア (FIMI)                   | 1      |
| オランダ (Single Top 100)         | 2      |
| ノルウェー (VG-lista)             | 3      |
| UK シングルス (OCC)               | 17     |